# Rushford
Rushford är en by i civil parish Brettenham, i distriktet Breckland, i grevskapet Norfolk, i England. Rushford var en civil parish fram till 1935 när blev den en del av Brettenham. Civil parish hade 94 invånare år 1931. Byn nämndes i Domedagsboken (Domesday Book) år 1086, och kallades då Riseurda.